# 喜马拉雅高原芥
喜马拉雅高原芥（学名：Christolea himalayensis）为十字花科高原芥属下的一个种。

## 扩展阅读
- 維基物種上的相關：喜马拉雅高原芥